# Alfred Beamish
Alfred Ernest Beamish (Londres, Anglaterra, 6 d'agost de 1879 − Nairn, Escòcia, 28 de febrer de 1944) fou un tennista britànic, guanyador d'una medalla de bronze olímpica en dobles masculins en els Jocs Olímpics d'Estocolm de 1912 amb el seu compatriota Charles Dixon.

## Biografia
Fill de l'advocat irlandès, va estudiar al Harrow school. Durant la Primera Guerra Mundial va servir a França formant part de l'Army Service Corps. Es va casar l'any 1911 amb la també tennista Geraldine Beamish, que posteriorment seria finalista a Wimbledon l'any 1921 i medalla d'argent en la prova de dobles femenins dels Jocs Olímpics d'Anvers de 1920.

## Carrera esportiva
Una altra fita destacada fou la disputa de la final l'any 1912 de l'Australasian Championships, competició que posteriorment esdevindria l'Open d'Austràlia, on fou superat pel també britànic James Cecil Parke. També va disputar la final de dobles el mateix any amb el britànic Gordon Lowe, i novament derrotat per Parke i Charles Dixon. En el torneig de Wimbledon va disputar la final de dobles dels aspirants amb Parke com a parella els anys 1912 i 1913. Amb la seva muller Geraldine va disputar la semifinal de dobles mixts (1920), i l'any següent amb Ethel Larcombe va aconseguir el mateix resultat. Posteriorment fou finalista del World Covered Court Championship de Copenhague l'any 1921, on fou derrotat per William Laurentz. En els Jocs Olímpics d'Anvers 1920 va competir en totes les proves sense èxit, fins i tot la prova de dobles mixtos amb la seva muller com a parella. Va disputar la Copa Davis amb l'equip britànic les edicions de 1911, 1912 i 1920, de les quals va guanyar l'edició de 1912 contra l'equip d'Australàsia.

## Torneigs de Grand Slam

### Individual: 1 (0−1)
| Resultat  | Núm. | Any  | Torneig                                            | Oponent           | Resultat                |
| --------- | ---- | ---- | -------------------------------------------------- | ----------------- | ----------------------- |
| Finalista | 1.   | 1912 | Australasian Championships, Hastings, Nova Zelanda | James Cecil Parke | 6−3, 3−6, 6−1, 1−6, 5−7 |

### Dobles: 1 (0−1)
| Resultat  | Núm. | Any  | Torneig                                            | Parella     | Oponents                        | Resultat      |
| --------- | ---- | ---- | -------------------------------------------------- | ----------- | ------------------------------- | ------------- |
| Finalista | 1.   | 1912 | Australasian Championships, Hastings, Nova Zelanda | Gordon Lowe | Charles Dixon James Cecil Parke | 4−6, 4−6, 2−6 |

## Jocs Olímpics

### Dobles
| Any  | Campionat                                  | Parella       | Oponents                    | Resultat                 |
| ---- | ------------------------------------------ | ------------- | --------------------------- | ------------------------ |
| 1912 | Jocs Olímpics, Estocolm, Suècia (interior) | Charles Dixon | Herbert Barrett Arthur Gore | 6−2, 0−6, 10−8, 2−6, 6−3 |